# Ophrynia trituberculata
Ophrynia trituberculata là một loài nhện trong họ Linyphiidae.
Loài này thuộc chi Ophrynia. Ophrynia trituberculata được Robert Bosmans miêu tả năm 1988.